# 넥스트 레벨 게임스
《넥스트 레벨 게임스》는 캐나다에 위치한 닌텐도 소유의  비디오 게임 개발사이다. 2002년 8월에 창립됐으며 밴쿠버에 본사가 위치한다.
닌텐도가 배급한 일부 게임들을 개발한 것으로 유명하며 대표작품으로 《슈퍼 마리오 스트라이커스 (2005)》, 《펀치 아웃 (2009)》, 《루이지 맨션 다크 문 (2013)》, 《메트로이드 프라임: 페더레이션 포스 (2016)》와 《루이지 맨션 3 (2019)》가 있다.
2014년 1월에 닌텐도와 독점적으로 협려하겠다는 발표가 있었으며 2021년 3월에 닌텐도가 공식적으로 인수했다.

## 역사
넥스트 레벨 게임스는 2002년 8월 13일 밴쿠버를 본사로 창립됐다. 창립자는 에릭 랜들, 더글러스 트론스가드, 제이슨 카, 데이빗 케이틀린이었다.
2014년 1월, 넥스트 레벨 게임스는 앞으로 닌텐도의 작품만 개발하겠다고 발표했다. 2021년 1월, 닌텐도가 넥스트 레벨 게임스를 자회사로서 인수하겠다고 발표했으며 같은 해 3월 1일 인수가 완료됐다.

## 개발 작품
| 연도 | 제목                               | 플랫폼                                            | 배급사                 | 비고                                         |
| ---- | ---------------------------------- | ------------------------------------------------- | ---------------------- | -------------------------------------------- |
| 2003 | NHL 히츠 프로                      | 게임큐브, 엑스박스, 플레이스테이션 2              | 미드웨이 게임스        |                                              |
| 2004 | 더 써퍼링                          | 마이크로소프트 윈도우, 엑스박스, 플레이스테이션 2 | 미드웨이 게임스        | 추가개발                                     |
| 2005 | 슈퍼 마리오 스트라이커스           | 게임큐브                                          | 닌텐도                 |                                              |
| 2007 | 마리오 파워 사커                   | Wii                                               | 닌텐도                 |                                              |
| 2007 | 스파이더맨: 친구 또는 적           | 플레이스테이션 2, 엑스박스 360, Wii               | 액티비전               |                                              |
| 2008 | 티켓 투 라이드                     | 엑스박스 360                                      | 플레이풀 엔터테인먼트  |                                              |
| 2009 | 정글 스피드                        | Wii                                               | 플레이풀 엔터테인먼트  |                                              |
| 2009 | 펀치 아웃!!                        | Wii                                               | 닌텐도                 |                                              |
| 2009 | 닥 루이스의 펀치 아웃!!            | Wii                                               | 닌텐도                 |                                              |
| 2010 | 트랜스포머: 사이버트론 어드벤처스  | Wii                                               | 액티비전               |                                              |
| 2010 | 톰 클랜시의 고스트 리콘            | Wii                                               | 유비소프트             |                                              |
| 2011 | 캡틴 아메리카: 슈퍼 솔저           | 엑스박스 360, 플레이스테이션 3                    | 세가                   |                                              |
| 2012 | 마이크로소프트 솔리테어 컬렉션     | 마이크로소프트 윈도우, iOS, 안드로이드            | 엑스박스 게임 스튜디오 | 아케이디엄과 스모킹 건 인터랙티브와 공동개발 |
| 2013 | 루이지 맨션 다크 문                | 닌텐도 3DS                                        | 닌텐도                 |                                              |
| 2016 | 메트로이드 프라임: 페더레이션 포스 | 닌텐도 3DS                                        | 닌텐도                 |                                              |
| 2019 | 루이지 맨션 3                      | 닌텐도 스위치                                     | 닌텐도                 |                                              |
| 2022 | 마리오 스트라이커즈 배틀 리그      | 닌텐도 스위치                                     | 닌텐도                 |                                              |

## 참조

### 주해
1. ↑  영어: Next Level Games, Inc.